# ستيف إيرلي
ستيف إيرلي (بالإنجليزية: Steve Early)‏ مواليد 1956 في كوفنتري، هو ملاكم بريطاني سابق كان يصنف ضمن فئة وزن الوسط. بدأ مسيرته في سنة 1977.

## إحصائيات
خاض خلال مسيرته 29 نزالا، فاز في 25 ولم يتعادل وخسر في 4. فاز بالضربة القاضية في 12 نزالا.

## روابط خارجية
- ستيف إيرلي على موقع بوكس ريك (الإنجليزية) (registration required)